# Rhyacophila vulgaris
Rhyacophila vulgaris är en nattsländeart som beskrevs av Francois Jules Pictet de la Rive 1834. Rhyacophila vulgaris ingår i släktet Rhyacophila och familjen rovnattsländor. Utöver nominatformen finns också underarten R. v. hartigi.